# Arripis georgianus
L'aringa australiana (Arripis georgianus (Valenciennes, 1831)) è un pesce pelagico della famiglia Arripidae.

## Etimologia
Il nome scientifico della specie, georgianus, deriva dal King George Sound in Australia Occidentale, dove vennero pescati gli esemplari utilizzati per la descrizione scientifica.
In inglese australiano questi pesci sono noti col nome di tommy ruff o semplicemente tommy o ruff / roughy.

## Descrizione

### Dimensioni
Con 41 cm di lunghezza e 800 g di peso come dimensioni massime registrate, l'aringa australiana rappresenta la specie di minori dimensioni in seno al genere Arripis.

### Aspetto
Si tratta di pesci dall'aspetto vigoroso e leggermente allungato, compresso lateralmente e con peduncolo caudale sottile.

La testa è piccola e appuntita, con occhi piuttosto grandi e bocca obliqua e di dimensioni piuttosto grandi (i lati delle mascelle si estendono fin sotto il centro degli occhi), munita di una singola fila di piccoli denti appuntiti su ambedue le mascelle.

La pinna dorsale è composta da una parte anteriore con 9 raggi rigidi ed una posteriore (connessa a quella anteriore) con 16 raggi molli: la pinna anale misura circa metà della parte posteriore di quella dorsale e si compone di tre raggi rigidi e 10 molli, le pinne pettorali sono piccole e quelle pelviche si originano appena sotto la base di quella pettorale estendendosi fino all'ano. La coda è omocerca e fortemente lobata.
Le scaglie sono piccole e di tipo ctenoide e ricoprono tutto il corpo ad eccezione di mandibola, area nasale e perioculare superiore: la sensazione zigrinata al tatto data dalle scaglie frutta a questi pesci il nome vernacolare di tommy ruff (ruff come variante di rough, "ruvido" in inglese). La linea laterale è dritta e percorre longitudinalmente la metà superiore del corpo. La colorazione è perlopiù argentea, più chiara ventralmente e dalle sfumature verdastre superiormente, con la pinna caudale dalle punte scure e presenza di maculature giallastre nella metà superiore del corpo: i giovani presentano striature longitudinali dorate sui fianchi.
L'aringa australiana si presenta simile agli esemplari giovanili del congenere salmone australiano, dai quali può essere differenziata grazie alla testa più arrotondata ed agli occhi di maggiori dimensioni.

## Biologia
Si tratta di pesci pelagici e gregari, che si muovono in banchi nelle acque superficiali passando gran parte della propria giornata alla ricerca di cibo.

### Alimentazione
L'aringa australiana è un animale carnivoro, la cui dieta si compone perlopiù di macrozooplancton, piccoli pesci e crostacei.

### Riproduzione
Il periodo riproduttivo si estende da aprile a giugno: la presenza contemporanea di uova mature e immature nell'ovario sembrerebbe suggerire che le aringhe australiane si riproducano a più riprese durante la bella stagione australe, deponendo un numero limitato di uova ogni volta, oppure che riassorbano parte delle uova dopo l'evento riproduttivo. In generale, si stima che una femmina di 20 cm di lunghezza deponga attorno alle 50000 uova l'anno, mentre un esemplare di 33 cm circa il quadruplo.

Le uova sono galleggianti e le larve sono planctoniche: esse vengono trasportate verso est dalla corrente Leeuwin, acquistando la capacità di contrastare le correnti una volta raggiunti i 3–6 cm di lunghezza, quando si avvicinano alla costa stabilendosi in aree riparate. Sembrerebbe che la baia Géographe abbia un'importante funzione di nursery per l'aringa australiana.
La maturità sessuale viene raggiunta attorno ai 2-3 anni d'età: la speranza di vita di questi pesci si aggira attorno ai 7 anni.

## Distribuzione e habitat

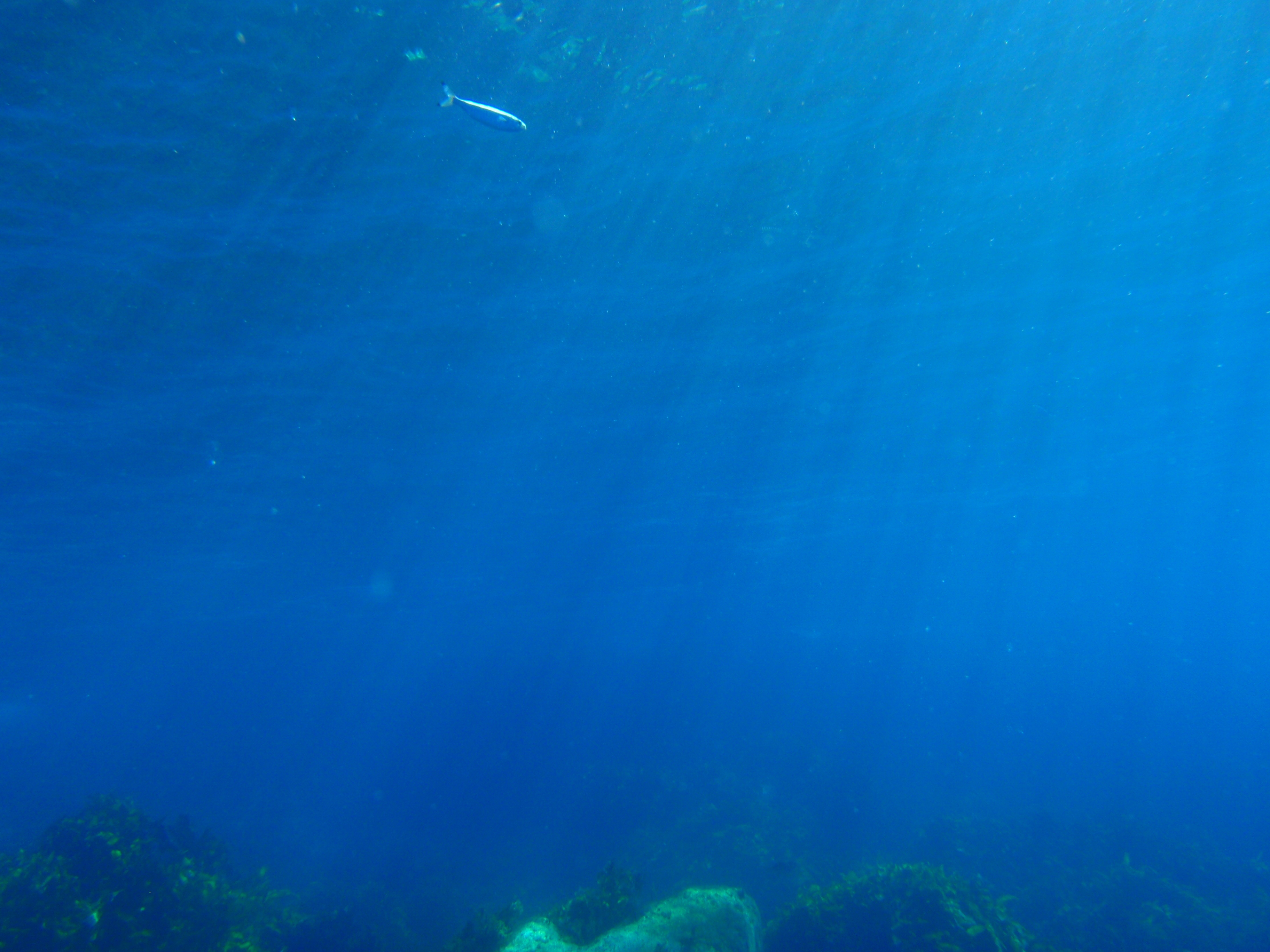
Esemplare a Greenly Island.

Come intuibile dal nome comune, l'aringa australiana è endemica dell'Australia: questi pesci sono diffusi nelle acque temperate e temperato-fredde dell'isola, occupando la fascia costiera che si estende all'incirca dalla Baia degli Squali in Australia Occidentale a Forster in Nuovo Galles del Sud ed alla Tasmania.
Questi pesci sono dei frequentatori delle acque costiere con fondale sabbioso o erboso a kelp e posidonia, non di rado spingendosi in baie e aree riparate come gli estuari. L'aringa australiana abita le acque superficiali, difficilmente spingendosi a più di qualche metro di profondità.
Le popolazioni orientali mostrano tendenza migratoria, spostandosi verso la costa sud-occidentale dell'Australia per riprodursi.

## Rapporti con l'uomo
L'aringa australiana è un pesce molto conosciuto e apprezzato per la pesca sportiva, coi pescatori che ne apprezzano la combattività una volta presa all'amo: sebbene la carne sia commestibile ed abbia un sapore discreto, raramente questi pesci rappresentano il target dei pescatori, che normalmente li rilasciano oppure li utilizzano come esca per altre specie di maggiore interesse.
Il governo dell'Australia Occidentale considera questi pesci importanti per l'industria peschereccia locale, ed ha vietato l'utilizzo di determinati tipi di reti per la loro cattura al fine di non danneggiare gli stock esistenti.